# تونس في الألعاب الأولمبية الصيفية 1984
شاركت تونس في دورة الألعاب الأولمبية الصيفية في لوس أنجلوس في سنة 1984 في الولايات المتحدة الأمريكية من 28 يوليو إلى 12 أغسطس 2012. وهذا هو الظهور رقم 6 لتونس في دورة الألعاب الأولمبية الصيفية.

## وصلات خارجية
- الموقع الرسمي اللجنة الوطنية الأولمبية التونسية.
- تونس في الموقع الرسمي لجنة الأولمبية الدولية.